# Oddworld: Stranger's Wrath
Oddworld: Stranger's Wrath es un videojuego de acción y aventura creado por la empresa Oddworld Inhabitants. Salió el 25 de enero de 2005 para Xbox y el 20 de diciembre de 2010 para PC como parte de la "Odddboxx" junto al resto de los títulos de la saga. No pertenece a la pentalogía Oddworld.

## Características
El juego es protagonizado por Stranger, un cazarrecompensas que necesita dinero, aunque en el juego no se revela para que lo necesita hasta pasada una buena parte de este. El juego alterna la tercera y primera persona, ya que esta última se requiere para atacar. Stranger puede atacar cuerpo a cuerpo o utilizar una ballesta que utiliza como munición unos pequeños animales, cada uno con un efecto distinto.

## Salida en PC y nueva versión en HD
Oddworld: Stranger's Wrath salió para PC en 2010 formando parte de la Oddboxx junto a Oddworld: Abe's Oddysee, Oddworld: Abe's Exoddus y Oddworld: Munch´s Oddysee.
En 2011, Oddworld Inhabitants realizó una nueva versión en HD para PlayStation 3 que publicó en PlayStation Network.
Una versión para PlayStation Vita fue anunciada el 23 de noviembre de 2011, y fue lanzada el 18 de diciembre de 2012 en Norteamérica y un día más tarde en Europa.
En septiembre de 2018, una versión para Nintendo Switch fue anunciada en el EGX 2018 con fecha de lanzamiento confirmada para enero de 2020. El juego fue oficialmente lanzado para el sistema el 23 de enero de 2020. En el mismo día, fue anunciado que el port de Switch sería co-publicado por Microids, como parte de un acuerdo de 3 juegos con Oddworld Inhabitants.
En febrero de 2022 de manera sorpresiva y sin previo aviso, Oddworld Inhabitants anunciaría un relanzamiento de la versión HD del título, pero esta vez para la Octava generación de videoconsolas y retrocompatible con la novena generación de videoconsolas (PlayStation 5, Xbox Series X y Series S). Esta versión fue oficialmente lanzada digitalmente el día 11 de febrero de 2022 para PlayStation 4 vía PlayStation Store y el 10 de febrero de 2022 en Xbox One vía Microsoft Store, esta última tendría la particularidad de ser el regreso del título a una consola actual de Microsoft luego de 17 años de su estreno original en Xbox y ser una exclusiva temporal de dicho sistema por aquel entonces.
- Datos: Q2256398